# Aleksander Rudnicki
Aleksander Rudnicki (ur. 6 marca 1910 w Toruniu, zm. w czasie II wojny światowej) – polski instruktor harcerski, urzędnik, komendant Pomorskiej Chorągwi Harcerzy.
Był synem mistrza piekarskiego Kazimierza i Anastazji z domu Katlewskiej. Po ukończeniu szkoły wydziałowej (1924) przez kilka lat pracował jako handlowiec, przypuszczalnie w piekarni ojca, później jako urzędnik. Przez pewien czas zatrudniony był m.in. w Wojskowej Komendzie Rejonowej w Toruniu.
Działalność harcerską rozpoczął jako członek 1. Drużyny Skautowej im. Tadeusza Kościuszki. W 1928 uzyskał stopień wywiadowcy. Od 1930, po ukończeniu Harcerskiego Kursu Informacyjnego Ligi Ochrony Przeciwpowietrznej, miał uprawnienia referenta obrony przeciwlotniczej i przeciwgazowej Związku Harcerstwa Polskiego. Od września 1931 nosił stopień podharcmistrza. W 1932 prowadził kurs dla drużynowych i podharcmistrzów Pomorskiej Chorągwi Harcerzy w Borkowie Kartuskim. Pełnił w Chorągwi funkcje sekretarza Komendy (1931–1935), przybocznego komendanta (1932–1933), kierownika Wydziału Organizacyjnego Komendy (1934–1935), kierownika Wydziału Drużyn Harcerzy (1935–1937). Przez pewien czas był sekretarzem Zarządu Oddziału Pomorskiego Związku Harcerstwa Polskiego (do listopada 1932, kiedy otrzymał powołanie do wojska).
W latach 1934–1935 był drużynowym I Drużyny Męskiej (przemianowanej później na I Pomorską Drużynę Harcerzy im. Tadeusza Kościuszki). W grudniu 1935 mianowany został komendantem Pomorskiej Chorągwi Harcerzy; funkcję oficjalnie objął 14 stycznia 1936 i pełnił ją do 20 kwietnia tegoż roku. 28 maja 1936 został harcmistrzem. Do wybuchu wojny pełnił w Chorągwi Pomorskiej szereg kolejnych funkcji: zastępcy komendanta (1936–1937), referenta-komisarza Trzyletniego Wyścigu Pracy drużyn, członka i wiceprzewodniczącego komisji próby podharcmistrza przy Komendzie Chorągwi, członka komisji próby drużynowego. W Komendzie Hufca Harcerzy w Toruniu był referentem skautów i członkiem komisji harcerza Rzeczypospolitej i harcerza orlego.
Był wielkim miłośnikiem i znawcą przyrody.
Zaangażowany był w działalność obronną w obliczu zagrożenia wojennego w 1939. Dalsze jego losy nie są znane; wojny nie przeżył, 9 maja 1946 został uznany oficjalnie za zmarłego.
Wiadomo, że był żonaty, pozostawił urodzonego w 1936 roku syna – Aleksandra.